# Отравление
Отравле́ние — расстройство жизнедеятельности организма, возникшее вследствие попадания в организм яда или токсина, а также действие, вызвавшее такое заболевание (например, убийство или самоубийство с помощью яда).
Близкое понятие — интоксикация. Оно используется в медицине и фармакологии. В русском языке слово «интоксикация» имеет более узкий смысл и описывает собственно явление, но не внешнее воздействие, в отличие от слова «отравление» (как, например, «отравление Распутина»).

## Классификация отравлений по типам токсических агентов
В зависимости от того, какой токсический агент стал причиной отравления, выделяют:
- отравление угарным и светильным газом;
- пищевые отравления;
- отравление ядохимикатами;
- отравление кислотами и щелочами;
- отравления лекарственными препаратами и алкоголем.

Основными группами веществ, вызывающих острые отравления, являются:
- медикаменты;
- алкоголь и суррогаты;
- прижигающие жидкости;
- окись углерода;
- грибы.

При характеристике отравлений используют существующие классификации ядов по принципу их действия (раздражающие, прижигающие, гемолитические и др.).
В зависимости от пути поступления ядов в организм различают ингаляционные (через дыхательные пути), пероральные (через рот), перкутанные (через кожу), инъекционные (при парентеральном введении) и другие отравления.
Клиническая классификация строится на оценке тяжести состояния больного (лёгкое, средней тяжести, тяжёлое, крайне тяжёлое отравление), что с учётом условий возникновения (бытовое, производственное) и причины данного отравления (случайное, суицидальное и др.) имеет большое значение в судебно-медицинском отношении.

## Классификация отравлений по характеру воздействия токсичного вещества на организм
По характеру воздействия токсичного вещества на организм выделяют следующие виды интоксикации:
- Острая интоксикация (acute intoxication) — патологическое состояние организма, являющееся результатом однократного или кратковременного воздействия. Сопровождается выраженными клиническими признаками.
- Подострая интоксикация (subacute intoxication) — патологическое состояние организма, являющееся результатом нескольких повторных воздействий. Клинические признаки менее выражены по сравнению с интоксикацией острой.
- Сверхострая интоксикация (over-acute intoxication) — острая интоксикация, характеризующаяся поражением центральной нервной системы, признаками которого являются конвульсии, нарушение координации. Летальный исход наступает в течение нескольких часов.
- Хроническая интоксикация (chronic intoxication) — патологическое состояние организма, являющееся результатом длительного (хронического) воздействия. Зачастую не сопровождается выраженными клиническими признаками.

## Первая помощь при отравлении
Первая помощь пострадавшим от отравления должна быть оказана как можно раньше, так как при острых отравлениях возможно очень быстрое нарушение дыхания, кровообращения и сердцебиения. Своевременно оказанная первая помощь часто предотвращает возможность летального исхода.
- При большинстве пищевых отравлений первая помощь должна сводиться к скорейшему удалению ядовитых веществ из желудочно-кишечного тракта (обильное промывание, приём слабительных), сопровождаемому приёмом внутрь адсорбирующих веществ — энтеросорбентов, например активированного угля. Применение энтеросорбентов актуально при различных видах интоксикаций (пищевое отравление, алкогольная, табачная, солями тяжёлых металлов; отравление организма грибами, энтеровирусами, лекарственная интоксикация; воздействие различных аллергенов; интоксикации при онкологических заболеваниях; дисбактериоз).[5] При промывании желудка пострадавший должен лежать на левом боку, так как процесс промывания в положении сидя провоцирует быстрое попадание отравляющего вещества из желудка в кишечник.
- При попадании ядов на кожные покровы тела нужно быстро убрать их с поверхности кожи с помощью ватного или марлевого тампона, хорошо обмыть кожу тёплой мыльной водой или слабым раствором пищевой соды.
- При отравлении ядовитыми веществами через дыхательные пути необходимо вывести пострадавшего на свежий воздух, освободить его от затрудняющей дыхание одежды. Затем надо прополоскать рот и горло слабым раствором питьевой соды. В случае необходимости нужно сделать пострадавшему искусственное дыхание, а в очень тяжёлых случаях произвести закрытый массаж сердца. До приезда врача пострадавшего необходимо уложить в постель, тепло его укутать.
- При попадании кислот или щелочей на кожу необходимо их смывать в течение 5—10 минут струёй теплой воды. Если ядовитое вещество попало в глаза, необходимо промыть их струёй воды в течение 20—30 минут. После промывания на повреждённый глаз наложить повязку и незамедлительно обратиться к врачу.
- При угнетении дыхания и (или) сердечной деятельности применяют аналептики и ганглиостимуляторы.
- При отравлении угарным газом (окисью углерода) необходимо пострадавшего немедленно вывести на чистый воздух, на голову и грудь наложить холодный компресс, дать выпить крепкий чай или кофе.
- При ослабленном дыхании произвести искусственное дыхание.
- При отравлении алкоголем пострадавшему дают вдыхать нашатырный спирт, проводят промывание желудка тёплой водой или слабым раствором питьевой соды, в тяжёлых случаях проводят искусственное дыхание и закрытый массаж сердца.
- При отравлении ядовитыми грибами проводят неоднократные промывания желудка, дают энтеросорбенты на основе активированного угля или лигнина (Фильтрум), слабительное, согревают пострадавшего грелками. Необходима срочная госпитализация пострадавшего.
- При отравлении кислотами пострадавшему дают выпить молока, сырых яиц или растительного масла. Питьевую соду применять не следует. При затруднении дыхания проводят искусственное дыхание.
- При отравлении едкими щелочами производят промывание желудка, слабительные средства противопоказаны.

При всех случаях отравлений необходимо как можно скорее обратиться к врачу.